# Rubén Darío Salcedo
Rubén Darío Salcedo (Morroa, 6 de mayo de 1939) es un autor, compositor y escritor colombiano. Se le denomina El Rey del "Pasebol". En el 1997 es declarado Rey Vitalicio del Festival Vallenato de Valledupar. Rubén Darío Salcedo ha recibido homenajes y distinciones en  los festivales  del Caribe, jurado en la mayoría de festivales del país..En el año 2009 fue homenajeado por el Ministerio de Cultura de Colombia por su contribución al folclor colombiano en el marco del Gran Concierto Nacional.
Ganador en el 2010 Premios Grammy Sayco en la Nominación Mejor Folclor Colombiano con la Obra musical "Fiesta en Corraleja". Sus composiciones se popularizaron en la voces de Carlos Vives (La colegiala) Alfredo Gutiérrez, Lisandro Meza y Emiro Salcedo.
Salcedo fue el precursor del Festival Sabanero y durante el regreso de la festividad a la ciudad de Sincelejo, presidió la fundación encargada de la realización.

## Biografía
Desde muy temprana edad Rubén Darío Salcedo se traslada a Sincelejo en compañía de sus padres. Su vena musical queda patentizada en más de 400 canciones, muchas de ellas han sido 200 éxitos nacionales e internacionales. Se inició como músico a los 8 años interpretando violines y guitarras y desde niño procuró ser refinado al hablar y cantar especialmente cuando se dirigía a las mujeres. Salcedo, ha sido integrante de agrupaciones musicales como Los Corraleros de Majagual, Los caporales del Magdalena, Alfredo Gutiérrez y sus estrellas, Emiro Salcedo y su conjunto, Los Diamantes; agrupación donde Joe Arroyo inicia su carrera musical. 

### Familia
Durante su juventud se casó con Eliasib Mendoza Chamorro, de quien se dice es la inspiración de sus canciones. Fruto de esa relación Rubén se convirtió en padre de 6 hijos, sin embargo al compositor sabanero se le atribuyen un total de 15 hijos siendo los más reconocidos: Giovany y William Salcedo, quienes se iniciaron en la música de orquesta. Otros hijos del compositor son Jhon, Rubén, Mabel, Yenis, Yolfa y Rubi Salcedo, esta última funcionaria de Sayco. Dentro de la dinastía Salcedo también se destacan sus nietas Natalia Salcedo y Yenis Borja quienes han continuado el legado musical, también el activista y periodista barranquillero William David Borja. 

## Discografía
Rubén Darío compuso entre otros temas: 
- Fiesta en Corraleja
- Corazón de Acero
- Capullito de Rosa
- La Colegiala
- El Rey Porro
- Rey de Papel
- Ojos Verdes
- Ay Helena
- Manizaleña
- Amor de Adolescentes
- Abuelito Indio
- El Siete
- Rey de Papel
- Anhelo
- Elvia María
- Señora Bonita
- Tu Enamorado
- Sortilegios
- Adolescente Doncella
- Tus Amores
- La Colegiala
- Moruno Ripiao
- El loco
- Cicatrices

Entre otras 500 composiciones patentadas en distintos ritmos musicales, cumbias, merengues, rancheras, porros, paseos. Además  de compositor ha dictado cátedras de música en el Cerrejón, Homenajeado en Valledupar en el año 1998 por su dedicación  al Arte musical, por el gobernador César Gustavo Solano Noriega.
Su composición más conocida es Fiesta en corraleja, la cual tiene alrededor de 110 interpretaciones en 4 idiomas.  

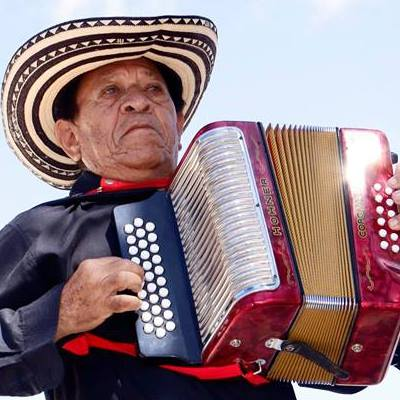